# Josef a bratří jeho
Josef a bratří jeho (1933–1943, Joseph und seine Brüder) je rozsáhlá románová tetralogie německého spisovatele Thomase Manna, nositele Nobelovy ceny za literaturu za rok 1929, která se skládá z těchto dílů:
- Die Geschichten Jaakobs (1933, Příběhy Jákobovy),
- Der junge Joseph (1934, Mladý Josef),
- Joseph in Ägypten (1936, Josef v Egyptě),
- Joseph, der Ernährer (1943, Josef Živitel).

Thomas Mann začal toto své dílo psát už roku 1926 a jeho první dva díly vyšly ještě v Německu. Třetí díl autor dokončil již ve švýcarském exilu a k napsání čtvrtého dílu se odhodlal až po čtyřech letech, roku 1940, v USA. Zpracovává biblické téma starozákonního Josefa.

## Charakteristika
V románu autor zpracoval známý biblický příběh z První knihy Mojžíšovy o Josefovi, kterého jeho bratři prodali jako otroka do Egypta proto, že jej jeho otec Jákob měl ze všech svých synů nejraději. V Egyptě se z Josefa stane časem první ministr říše a v této funkci ochrání zemi před hladomorem. Nakonec povolá Josef své bratry a otce do Egypta, aby tam nalezli novou vlast. Tento námět byl vždy hojně zpracováván jak ve východních, tak i v evropských středověkých a moderních literaturách, ale nikdy s takovou šířkou i hloubkou pohledu, s takovým zvládnutím starobylých kulturních odkazů. Biblické podání Thomas Mann obohatil dalšími motivy ze staré židovské literatury, z výkladu biblických textů a z předoasijských mýtů a díky svému vypravěčskému mistrovství a dokonalé psychologii postav se mu podařilo vytvořit velkolepé epické umělecké dílo.
Román není žádným únikem od skutečnosti do říše dávnověku, jak by se mohlo na první pohled zdát, nýbrž básnické podobenství, které chce na starobylém příběhu, který je mezi lidem po staletí oblíben, hlásat veskrze aktuální poselství. Již svým židovským námětem muselo být dílo nacistickým kruhům v Německu, rozpoutávajícím rasové šílenství, trnem v oku. Ještě důležitější však bylo, že proti fašistickému zneužití mýtu jako pojmu pro skryté a nekontrolované síly krve a neúprosného osudu postavil Thomas Mann mýtus zhumanizovaný, plný důvěry v člověka a v jeho možnosti.

## Česká vydání
- Josef a bratří jeho I. – Příběhy Jákobovy, Melantrich, Praha 1934, přeložil Ivan Olbracht a Helena Malířová, znovu 1936.
- Josef a bratří jeho II. – Mladý Josef, Melantrich, Praha 1934, přeložil Ivan Olbracht a Helena Malířová, znovu 1936.
- Josef a bratří jeho III. – Josef v Egyptě, Melantrich, Praha 1937, přeložil Ivan Olbracht,
- Josef a bratří jeho IV. – Josef Živitel, Melantrich, Praha 1951, přeložil Pavel Eisner,
- Josef a bratří jeho I. – Příběhy Jákobovy a Mladý Josef, SNKLHU, Praha 1959, přeložil Ivan Olbracht a Helena Malířová, znovu Bonus A, Brno 1998.
- Josef a bratří jeho II. – Josef v Egyptě, SNKLHU, Praha 1959, přeložil Ivan Olbracht,
- Josef a bratří jeho III. – Josef Živitel, SNKLHU, Praha 1959, přeložil Pavel Eisner,